# シエンフエーゴスの都市歴史地区
シエンフエーゴスの都市歴史地区は、キューバの世界遺産の一つである。19世紀に建設された都市シエンフエーゴスの古い町並みが対象となっている。

## 概要
シエンフエーゴスは1819年に築かれた都市である。当時はスペイン帝国の植民地だったが、実際の入植者はフランス系移民が多く含まれていた。彼らの出身はフランス本国のボルドーや、フランス領だったことがあるルイジアナなどであった。都市はキューバ中南部のサトウキビ、マンゴー、タバコ、コーヒーの生産の中心地に位置する商業港湾であり、入植当時からサトウキビ、タバコ、コーヒーの取引地で、特に19世紀の砂糖ブームで繁栄した。
都市はスペイン本国の啓蒙主義を反映した近代的な都市計画に基づいて、格子状の街路に整然と建造物が並べられ、一体的な景観を呈している。当初は新古典主義様式が用いられたが、次第に他の様式が折衷されていった。
19世紀前半に建造された建物で残っているのは6棟、19世紀後半のものは327棟、それ以降のものが1188棟である。
中南米の世界遺産には、キトの市街（エクアドル）、コロニア・デル・サクラメントの歴史的町並み（ウルグアイ）やサント・ドミンゴの植民都市（ドミニカ共和国）などのように、スペイン植民地時代に築かれた近世の町並みが複数含まれている。また、中南米における20世紀都市計画の傑作としてはブラジリア（ブラジル）が既に登録されている。シエンフエーゴスの世界遺産登録にあたっては、建設された時代と様式の面で、中南米における近世の都市景観と現代の都市景観を架橋するものと位置付けうる点が評価された。

## 主な建造物
世界遺産登録範囲に見られる建造物の例としてICOMOSが挙げているのは、以下のものである。
- 旧行政府の宮殿（Government Palace）
- サン・ロレンツォ学院（San Lorenzo School）
- 司教の館（Bishopric）
- フェレル宮殿（Ferrer Palace）
- 旧講堂（the former lyceum）

## 観光
世界遺産登録前のシエンフエーゴスの旧市街には、毎日平均で250人の観光客が訪れていた。世界遺産登録地は、しばしば観光客の訪問が環境悪化に結びつくことがあるが、ICOMOSはシエンフエーゴスの観光客数はそのような懸念材料にならないと判断した。

## 登録基準
この世界遺産は世界遺産登録基準のうち、以下の条件を満たし、登録された（以下の基準は世界遺産センター公表の登録基準からの翻訳、引用である）。
- (2) ある期間を通じてまたはある文化圏において、建築、技術、記念碑的芸術、都市計画、景観デザインの発展に関し、人類の価値の重要な交流を示すもの。
- (4) 人類の歴史上重要な時代を例証する建築様式、建築物群、技術の集積または景観の優れた例。